# Oncourt
Oncourt és un municipi francès, situat al departament dels Vosges i a la regió del Gran Est. L'any 2007 tenia 161 habitants.

## Demografia

### Població
El 2007 la població de fet d'Oncourt era de 161 persones. Hi havia 56 famílies, de les quals 12 eren unipersonals (8 homes vivint sols i 4 dones vivint soles), 16 parelles sense fills i 28 parelles amb fills.
La població ha evolucionat segons el següent gràfic:
Habitants censats

### Habitatges
El 2007 hi havia 58 habitatges, 56 eren l'habitatge principal de la família i 2 estaven desocupats. 55 eren cases i 3 eren apartaments. Dels 56 habitatges principals, 49 estaven ocupats pels seus propietaris, 4 estaven llogats i ocupats pels llogaters i 3 estaven cedits a títol gratuït; 5 tenien tres cambres, 12 en tenien quatre i 39 en tenien cinc o més. 48 habitatges disposaven pel capbaix d'una plaça de pàrquing. A 15 habitatges hi havia un automòbil i a 36 n'hi havia dos o més.

## Economia
El 2007 la població en edat de treballar era de 109 persones, 87 eren actives i 22 eren inactives. De les 87 persones actives 83 estaven ocupades (45 homes i 38 dones) i 4 estaven aturades (4 dones i 4 dones). De les 22 persones inactives 4 estaven jubilades, 12 estaven estudiant i 6 estaven classificades com a «altres inactius».

### Ingressos
El 2009 a Oncourt hi havia 57 unitats fiscals que integraven 173 persones, la mediana anual d'ingressos fiscals per persona era de 19.286 €.

### Activitats econòmiques
Dels 3 establiments que hi havia el 2007, 2 eren d'empreses de construcció i 1 d'una empresa de serveis.
Dels 2 establiments de servei als particulars que hi havia el 2009, 1 era una lampisteria i 1 electricista.
L'any 2000 a Oncourt hi havia 4 explotacions agrícoles.

## Poblacions més properes
El següent diagrama mostra les poblacions més properes.